# Paul von Ragué Schleyer
Paul von Ragué Schleyer (Cleveland, 27 febbraio 1930 – Ila, 21 novembre 2014) è stato un chimico statunitense.
Studioso di chimica organica fisica, chimica metallorganica e chimica computazionale, è famoso principalmente per aver scoperto un metodo semplice per la sintesi dell'adamantano.

## Biografia
Schleyer si laureò in chimica all'Università di Princeton nel 1951 e ottenne il titolo di dottore di ricerca con Paul Doughty Bartlett all'Università di Harvard nel 1957. Tornato a Princeton come docente, ottenne la cattedra di chimica nel 1969. Nel 1976 lasciò Princeton per trasferirsi come co-direttore dell'Istituto di Chimica Organica all'Università Friedrich-Alexander di Erlangen-Norimberga, dove nel 1993 fondò il centro di chimica computazionale. Nel 1990 prese un incarico part-time all'Università della Georgia ad Athens dove poi si trasferì stabilmente nel 1998, continuando a interessarsi di chimica teorica.

## Contributi scientifici
All'inizio della sua carriera si occupò di sintesi organica, riarrangiamenti strutturali e ruolo dei carbocationi come intermedi di reazione. Uno dei risultati più significativi fu la nuova via di sintesi dell'adamantano; la possibilità di ottenerne quantità dell'ordine dei chili rese possibile la successiva sintesi di farmaci come memantina e saxagliptina. Dal 1969 pur continuando i suoi lavori sperimentali iniziò a interessarsi di chimica computazionale. Nel 1983 previde l'esistenza della specie CLi6, che fu osservata solo nove anni più tardi. I risultati delle sue ricerche sono documentati in più di 1200 articoli su riviste scientifiche e in una dozzina di monografie, alcune scritte in collaborazione con i premi Nobel John Pople, Herbert Brown e George Andrew Olah.

Adamantano
Memantina
Saxagliptina